# Semily
Semily é uma cidade checa localizada na região de Liberec, distrito de Semily.